# 隔河头镇
隔河头镇，是中华人民共和国河北省秦皇岛市青龙满族自治县下辖的一个乡镇级行政单位。

## 行政区划
隔河头镇下辖以下地区：
隔河头村、北山根村、王新庄村、董杖子村、大梨园村、土胡同村、大森店村、河北村、刘庄村、宋杖子村、城山沟村、南新庄村、界岭村、草场村、樊家店村、南达峪村、罗汉洞村、都石村、老沟村和花果山村。